# Avenida da Liberdade
L'Avenida da Liberdade è una delle principali strade di Lisbona e collega la Praça dos Restauradores con la Praça Marquês de Pombal.
Dopo il terremoto del 1755 il marchese di Pombal fece realizzare una passeggiata pubblica nell'area attualmente occupata dalla parte inferiore dell'Avenida da Liberdade e la Praça dos Restauradores. Nonostante il nome, la passeggiata era circondata da mura e cancelli in modo che potessero passeggiarvi solo i membri dell'alta società.
Il viale attuale venne costruito tra il 1879 e il 1882 sul modello degli Avenue des Champs-Élysées parigini, diventando ben presto luogo di cortei, feste e manifestazioni, e conserva ancora una certa eleganza con le sue fontane e i suoi pavimenti decorati con disegni astratti.
L'Avenida da Liberdade è inoltre la via più cara di Lisbona, dove è possibile trovare molti alberghi di lusso e negozi di alcuni dei marchi maggiormente conosciuti.